# Begraafplaats van Froyennes
De Begraafplaats van Froyennes is een gemeentelijke begraafplaats in het Belgische dorp Froyennes, een deelgemeente van Doornik. De begraafplaats ligt aan de Rue de Fléquières vlak naast de autoweg E42 op 560 m ten noorden van het dorpscentrum (Église Saint-Éloi). Ze heeft een rechthoekig grondplan en wordt omgeven door een bakstenen muur maar aan de straatzijde bestaat een deel ervan uit een metalen afsluiting met een dubbel hekken als toegang.

## Militaire graven

### Belgische oorlogsgraven
In de noordwestelijke hoek van de begraafplaats ligt een perk met 94 Belgische oud-strijders en gesneuvelden uit de beide wereldoorlogen.

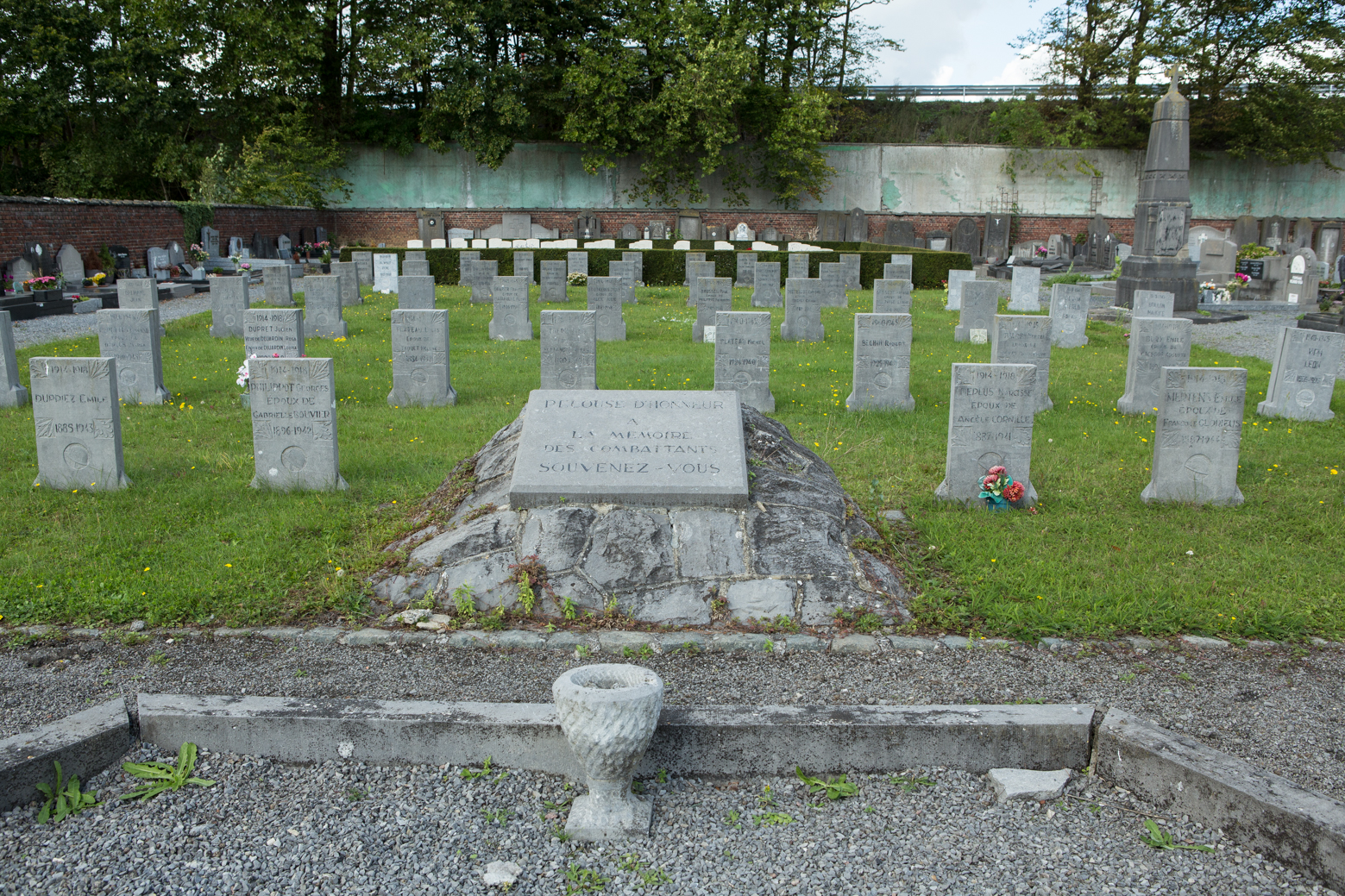
Belgisch Ereperk

### Britse oorlogsgraven
In de noordwestelijke hoek van de begraafplaats, naast het Belgisch perk, ligt een perk met 30 Britse gesneuvelden uit de Tweede Wereldoorlog, waaronder 6 niet geïdentificeerde. Zij sneuvelden allen in mei 1940 tijdens de gevechten tegen het oprukkende Duitse leger. Hun graven worden onderhouden door de Commonwealth War Graves Commission waar ze geregistreerd staan onder Froyennes Communal Cemetery.